# Biłan Nalgijew
Biłan Biesłanowicz Nalgijew (ros. Билан Бесланович Нальгиев; ur. 3 lipca 1990) – rosyjski, a od 2016 roku uzbecki zapaśnik startujący w stylu klasycznym. Zajął piąte miejsce na mistrzostwach świata w 2018. Dziewiąty na igrzyskach azjatyckich w 2018. Drugi w Pucharze Świata w 2015. Mistrz Europy juniorów w 2009. Mistrz Rosji w 2014, trzeci w 2012 i 2015 roku.